# Marta Portal Nicolás
Marta Portal Nicolás (Nava, Astúries, 10 d'agost de 1930 - Madrid, 26 d'agost de 2016) va ser una escriptora, crítica, periodista i professora espanyola pertanyent a la Generació del 50. Llicenciada en Filosofia i Lletres i doctora en Ciències de la Informació, va impartir classes de literatura hispanoamericana a la Universitat Complutense de Madrid. En la seva labor de periodista va redactar articles d'actualitat i de crítica literària, igual que columnes d'opinió en mitjans com ABC, El Alcázar o Pueblo. Com a novel·lista tractà els temes de l'educació de la dona i de la doble moral. En l'any 1966 va ser guardonada amb el Premi Planeta per la novel·la A tientas y a ciegas. Fou presidenta de l'Associació Cultural d'Amistat Hispano Mexicana. L'any 2001 l'ajuntament de la seva localitat natal va inaugurar la Casa de Cultura Marta Portal en el seu honor. Va morir a Madrid el 26 d'agost de 2016.

## Obres
Novel·la
- A tientas y a ciegas, Barcelona, Editorial Planeta, 1966 (Premio Editorial Planeta 1966)
- El malmuerto (1967)
- A ras de las sombras (1968)
- Ladridos a la luna (1970)
- El buen camino (1975)
- Un espacio erótico (1982)
- Pago de traición, Barcelona, Editorial Planeta, 1983
- El ángel caído (1994)
- Él y yo, nosotros tres (2002)

Assaig
- El maíz: grano sagrado de América (1970)
- Proceso narrativo de la revolución mexicana (1977)
- Análisis semiológico de Pedro Páramo (1981)
- Rulfo: Dinámica de la violencia (1984)

Contes
- La veintena (1973)